# Frans Christiaens (politicus)
Frans Christiaens (Beveren-Leie, 13 december 1908 - Beveren-Leie, 24 oktober 1977) was een Belgisch politicus.
Christiaens was een industrieel. Hij ging in de gemeentepolitiek en werd net als zijn vader gemeenteraadslid. In 1971 werd hij burgemeester van Beveren, wat hij bleef tot in 1976. Hij was de laatste burgemeester van Beveren, dat bij de gemeentelijke fusies van 1977 een deelgemeente werd van Waregem. Hij zou nog schepen van onderwijs en cultuur worden in fusiegemeente Waregem. Hij overleed in 1977.